# フィリッポ・バルディヌッチ

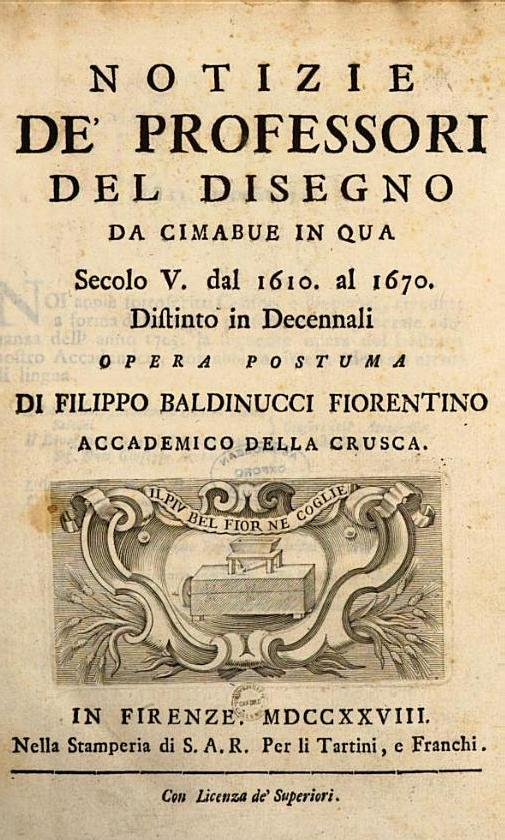
『美術家たちの消息』の表紙

フィリッポ・バルディヌッチ（イタリア語: Filippo Baldinucci 、1625年6月3日 - 1696年1月10日）は、イタリアの画家、美術理論家、イタリアの芸術家の伝記作家である。『チマブーエ以降の素描美術家たちの消息（Notizie de'professori del disegno da Cimabue in quà）』(1681/1728)や『絵画用語事典(Vocabolario toscano dell’arte del disegno)』(1681)の著者である。

## 略歴
フィレンツェの実業を営む旧家の出身であった。彫刻家のフォジーニ(Jacopo Maria Foggini:1610/1620-1684)と画家のマッテオ・ロッセッリ(Matteo Rosselli: 1578-1650)の工房で美術を学んだ。肖像画家として働く一方、すぐに優れた美術鑑定家としての評判を獲得し、トスカーナ大公フェルディナンド2世・デ・メディチに鑑定家としてで雇われた。美術品収集家として知られる枢機卿レオポルド・デ・メディチにバルディヌッチは、絵画の整理とコレクションの拡充の仕事を命じられた。レオポルド・デ・メディチのコレクションは後にウフィツィ美術館の収集品の基礎となった。
メディチ家の仕事をしながら、美術史に関する著作活動をはじめ13世紀のフィレンツェの画家チマブーエ以降のフィレンツェの画家の伝記集『チマブーエ以降の素描美術家たちの消息』を執筆した。フィレンツェの画家たちの伝記集としては、1550年に出版されたジョルジョ・ヴァザーリの『画家・彫刻家・建築家列伝』以来のものとなった。またローマの芸術家の伝記集を出版したジュリオ・マンチーニ(Giulio Mancini: 1559–1630)や16世紀後半から17世紀前半の画家の伝記集を著わしたジョヴァンニ・バリオーネ(1566-1643)、その他の美術史家のカルロ・チェーザレ・マルヴァジア(Carlo Cesare Malvasia: 1616-1693)やラファエル・ソプラーニ(Raffaele Soprani: 1612-1672)といった美術史家の著作と並ぶものである。
全6巻からなる『美術家たちの消息』は年代順に出版されず、著者の存命中に出版されたのは3巻で、1681年に第1巻が、1686年に第2巻、1688年に第4巻の第2部が出版され、没後の1702年に第5巻が出版され、残りの巻は1728年に初めて出版された。
1685年に結婚し、5人の息子が生まれ、3番目の息子のフランチェスコ・サヴェリオ・バルディヌッチ( Francesco Saverio Baldinucci: 1662-1738)が父親の仕事を助け、父親の没後の出版を完成させた。

## 著作
- Vocabolario toscano dell’arte del disegno. Florenz 1681.
- Lettera a Vincenzo Capponi nella quale si risponde ad alcuni quesiti in materia di pittura. Rom 1681.
- Notizie de’ professori del disegno da Cimabue in qua. 6 Bände, Florenz 1681–1728 .
- La Veglia. Dialogo di Sincero Veri in cui si disputano e si sciolgono varie difficoltà pittoriche. Lucca 1684.
- Cominciamento e progresso dell’arte dell’intagliare in rame colle vite di molti de’ più eccellenti maestri della stessa professione. Florenz 1686.